# Hlavatce
Hlavatce är en ort i Tjeckien.   Den ligger i regionen Södra Böhmen, i den centrala delen av landet, 90 km söder om huvudstaden Prag. Hlavatce ligger 476 meter över havet och antalet invånare är 373.
Terrängen runt Hlavatce är platt. Runt Hlavatce är det glesbefolkat, med 16 invånare per kvadratkilometer. Närmaste större samhälle är Tábor, 13,5 km norr om Hlavatce. Omgivningarna runt Hlavatce är en mosaik av jordbruksmark och naturlig växtlighet.